# Río Palpa
Der Río Palpa, auch Río Putaca, ist ein linker Nebenfluss des Río Grande in der südlichen Pazifikregion von Peru, in den Regionen Ayacucho und Ica. Der Río Palpa ist ein Wildfluss. Am Rio Palpa sowie in dem Tal des Río Nazca lebten früher die Indianer der Paracas-Kultur, welche durch die von ihnen geschaffenen Nazca-Linien bekannt wurden.

## Flusslauf
Der Río Palpa entspringt in der peruanischen Westkordillere 20 km nördlich des Ortes Laramate in der Provinz Lucanas. Der Río Palpa fließt in überwiegend südsüdwestlicher Richtung durch das Bergland. Nach etwa 77 km Lauf mündet er 5 km südwestlich der Stadt Palpa in der Provinz Palpa in den Río Grande, der seinerseits in den Pazifik mündet. Der Río Palpa und der Río Grande fallen zeitweise trocken. 

## Einzugsgebiet
Der Río Palpa entwässert ein Areal von 576 km². Dieses wird im Osten von der kontinentalen Wasserscheide begrenzt. Im Westen und im Norden grenzt das Einzugsgebiet des Río Palpa an das des oberstrom gelegenen Río Grande, im Osten an das des Río Caracha, ein Zufluss des Río Pampas, sowie im Süden an das des Río Vizcas.